# رولاند إليس
رولاند إليس (بالإنجليزية: Rowland Ellis)‏ هو سياسي أمريكي، ولد في 1650 في المملكة المتحدة، وتوفي في 1 سبتمبر 1731.